# The Chosen (Fernsehserie)
The Chosen (deutsch Die Auserwählten) ist eine US-amerikanische Fernsehserie, die auf dem Leben von Jesus von Nazaret basiert. Die Serie zeigt Jesus durch die Augen derer, die ihm begegnet sind. Sie versucht so zu erklären, warum Menschen ihr bisheriges Leben hinter sich ließen, um ihm nachzufolgen. Ebenso wird die Ablehnung Jesu durch die damaligen religiösen Autoritäten gezeigt. Die Serie wird vom US-amerikanischen Filmemacher Dallas Jenkins konzipiert, inszeniert und mitgeschrieben.
Die ersten vier Staffeln der Serie können auf der offiziellen Webseite sowie auf Bibel TV kostenlos gestreamt werden.
Die Deutschlandpremiere erfolgte am 27. August 2021 im Internet. Dort war sie zuerst beim Streamanbieter und Medienunternehmen Angel Studios zu sehen.
Die Staffeln 1 bis 3 wurden von Angel Studios über ihre Crowdfunding-Plattform finanziert und produziert.
Seit der 4. Staffel erfolgt die Produktion und Finanzierung durch die speziell für die Serie gegründete spendenfinanzierte Organisation Come and See Foundation.
Die Trennung zwischen Angel Studios und The Chosen LLC erfolgte durch eine gerichtliche Einigung.
Seit dem 29. Mai 2024 sind auf Angel Studios keine Folgen mehr zu finden.

## Überblick
Die Serie orientiert sich an den vier Evangelien. „Leerstellen“, also Handlungen, die nicht in den Evangelien genannt sind, werden mit fiktiven Personen und Geschichten ergänzt.
Die erste Staffel beginnt im Jahr 26 n. Chr. in Kapernaum am See Genezareth. In ihr tritt der wandernde Handwerker Jesus von Nazareth auf. Er erzählt Menschen von Gott, ruft sie zur Umkehr auf und bestätigt seine Lehre mit Wundern. Nach und nach treten verschiedene Personen aus der normalen Bevölkerung, der religiösen Elite und der römischen Verwaltung auf, welche sich entscheiden müssen, wie sie zu diesem neuen Propheten stehen, von dem immer mehr Menschen behaupten, er sei der seit Jahrhunderten erwartete Messias des jüdischen Volkes.
In der zweiten Staffel hat Jesus Kapernaum verlassen und predigt und heilt in verschiedenen Dörfern und Städten. Die Staffel findet ihren Höhepunkt in der Vorbereitung zur Bergpredigt.
Die dritte Staffel beginnt mit der Bergpredigt und hat die Aussendung der Jünger zum Schwerpunkt. Das Staffelfinale handelt von der Speisung der 5000 Menschen (Mt 14,13-21 ; Mk 6,31-44 ; Lk 9,10-17 ; Joh 6,3-14 ).
Die vierte Staffel zeigt den Zeitraum zwischen der Ermordung von Johannes dem Täufer bis zum Einzug von Jesus am Palmsonntag in Jerusalem. Die Ereignisse der Karwoche bis zur Verhaftung von Jesus sind der Inhalt der fünften Staffel. In der sechsten Staffel soll die Kreuzigung und der Tod von Jesus Inhalt werden. In der siebten und letzten Staffel ist die Auferstehung und das Wirken bis zur Himmelfahrt geplant.

## Hintergrund
The Chosen ist die erste Fernsehserie mit mehreren Staffeln über das Leben von Jesus Christus. Außerdem war Staffel 1 mit 11 Millionen US-Dollar das teuerste Serien- oder Filmprojekt, welches über Crowdfunding finanziert wurde.
Der Serie geht die Pilot-Folge „The Shepherd“ voraus, welche die Weihnachtsgeschichte aus Sicht der Hirten zeigt. Die Dreharbeiten für „The Shepherd“ und „The Chosen“ fanden in Texas und Utah in den USA statt.
Eine Besonderheit ist, dass bislang alle Folgen der ersten vier Staffeln kostenlos über eine mobile App und über die Internetseite der Serie angeschaut werden können.
Zu Weihnachten 2021 wurde eine weitere Version der Weihnachtsgeschichte mit dem Titel „The Messengers“ veröffentlicht, die die Geschehnisse aus der Sicht von Maria und Josef schildert.
Die erste Staffel wurde zwischen April und November 2019 veröffentlicht und ist in mehr als zehn Sprachfassungen verfügbar. Die zweite Staffel wurde zwischen April und Juli 2021 veröffentlicht. Für die einzelnen Folgen beider Staffeln existieren Untertitel in 40 weiteren Sprachen.
Die deutsche Synchronfassung der ersten Staffel erschien am 27. August 2021. Sie ist auch als DVD/Blu-Ray veröffentlicht. Die zweite Staffel erschien am 26. August 2022 auf Deutsch.
Die Dreharbeiten für die dritte Staffel begannen im Juni 2022. Die ersten beiden Folgen waren ab dem 18. November 2022 im Kino zu sehen, ab dem 11. Dezember 2022 folgte die Veröffentlichung der ganzen Staffel in einzelnen Folgen in der kostenlosen Streaming-App.
Die Dreharbeiten für Staffel 4 starteten im März 2023 und endeten Anfang August 2023, die ersten drei Folgen liefen vom 1. Februar bis zum 14. Februar 2024 in den nordamerikanischen Kinos. Die Folgen 4 bis 6 kamen am 15. Februar 2024 in die Kinos, zwei Wochen später die Folgen 7 und 8.
Am 11. April 2024 liefen die Dreharbeiten für Staffel 5 an. Die Veröffentlichung in Deutschland, Österreich und der Schweiz startete mit den ersten beiden Folgen am 10. April 2025 in ausgewählten Kinos. Danach sind sie 90 Tage lang exklusiv auf „Prime Video“ in den USA zu sehen, danach auch in der „The Chosen“-App.

## Besetzung
| Rollenname                   | Schauspieler | Beschreibung | Synchronsprecher    |
| ---------------------------- | --- | --- | ------------------- |
| Jesus                        | Jonathan Roumie                                                                                                 | Der Messias, ein Zimmermann und Rabbi aus Nazareth | Benjamin Plath      |
| Maria Magdalena              | Elizabeth Tabish                                                                                                | Eine von Jesus geheilte, ehemals von Dämonen besessene Frau aus Magdala, Nachfolgerin von Jesus                                                                          | Karen Schulz-Vobach |
| Simon, ab Episode 4/2 Petrus | Shahar Isaac | Ehemaliger Fischer aus Kapernaum, Bruder von Andreas und einer der zwölf Apostel                                                                                         | Daniel Kröhnert     |
| Eden                         | Lara Silva | Die Frau von Simon (Petrus) |                     |
| Andreas                      | Noah James | Ehemaliger Fischer aus Kapernaum, der jüngere Bruder von Simon, ehemaliger Jünger von Johannes dem Täufer und einer der zwölf Apostel                                    | Sascha Werginz      |
| Großer Jakobus               | Shayan Sobhian (Staffel 1, Episoden 1–4) Kian Kavousi (Staffel 1, Episoden 5–8) Abe Bueno-Jallad (ab Staffel 2) | Ehemaliger Fischer aus Kapernaum, Sohn von Zebedäus, Bruder von Johannes dem Evangelist und einer der zwölf Apostel                                                      |                     |
| Johannes                     | George Harrison Xanthis                                                                                         | Ehemaliger Fischer aus Kapernaum, Sohn von Zebedäus, Bruder des großen Jakobus und einer der zwölf Apostel, Autor des Johannesevangeliums                                |                     |
| Zebedäus                     | Nick Shakoour                                                                                                   | Ehemaliger Fischer aus Kapernaum, Vater des großen Jakobus und Johannes. Mit seinen beiden Söhnen fischte er früher zusammen mit Simon und Andreas.                      |                     |
| Philippus                    | Yoshi Barrigas (Staffel 1–3) Reza Diakos (ab Staffel 4)                                                         | Ehemaliger Jünger von Johannes dem Täufer aus Bethsaida und einer der zwölf Apostel, ein alter Freund von Nathanael                                                      | Volker Wackermann   |
| Matthäus                     | Paras Patel | Ehemaliger Zöllner aus Kapernaum und einer der zwölf Apostel, Autor des Matthäusevangeliums. Leidet unter Asperger-Syndrom.                                              | Heiko Akrap         |
| Thomas                       | Joey Vahedi | Ehemaliger Gastwirt und Geschäftspartner von Ramah aus der Scharonebene, einer der zwölf Apostel                                                                         | Leonard Pfeiffer    |
| Thaddäus                     | Giavani Cairo                                                                                                   | Ehemaliger Steinmetz aus Bethsaida und einer der zwölf Apostel | Maximilian Nowka    |
| Judas Iskariot               | Luke Dimyan | Ehemaliger Handelslehrling aus Kerioth und einer der zwölf Apostel |                     |
| Simon Z.                     | Alaa Safi | Ehemaliger Zelot aus Aschkelon und einer der zwölf Apostel, genannt „Z.“                                                                                                 | Rüdiger Kluck       |
| Nathanael                    | Austin Reed Alleman                                                                                             | Ehemaliger Architekt aus Cesarea Philippi und einer der zwölf Apostel | Sebastian Liebich   |
| Kleiner Jakobus              | Jordan Walker Ross                                                                                              | Einer der zwölf Apostel, Sohn des Alphäus | Simon Köslich       |
| Maria                        | Vanessa Benavente                                                                                               | Mutter von Jesus | Andrea Cleven       |
| Josef                        | Raj Bond | Ein Zimmermann aus Nazareth, der Ziehvater von Jesus |                     |
| Johannes der Täufer          | David Amito | Wanderprediger in der Wüste, der in Jordan taufte, Cousin von Jesus und der ehemalige Rabbi von Andreas und Philippus. König Herodes lässt ihn enthaupten (Episode 4/1). |                     |
| Nikodemus                    | Erick Avari | Ein führender Pharisäer aus Jerusalem und Mitglied des Sanhedrin | Felix Würgler       |
| Zohara                       | Janis Dardaris                                                                                                  | Die Frau von Nikodemus | Ariane Seeger       |
| Ramah                        | Yasmine Al-Bustami                                                                                              | Ehemalige Winzerin und Geschäftspartnerin von Thomas aus der Scharonebene, Nachfolgerin von Jesus                                                                        | Ronja Peters        |
| Tamar                        | Amber Shona Williams                                                                                            | Eine äthiopische Freundin des geheilten Gelähmten in Kapernaum (Episode 1/6) aus Heliopolis, Nachfolgerin von Jesus                                                      |                     |
| Barnabas                     | Alok Metha | Nachfolger von Jesus und Freund von Shula, ehemals gehbehindert, wird von Jesus geheilt                                                                                  |                     |
| Shula                        | Anne Beyer | Eine ehemals blinde Freundin von Barnabas, Nachfolgerin von Jesus, wird von Jesus geheilt (Episode 3/6)                                                                  |                     |
| Yussif                       | Ivan Jasso | Pharisäer aus Jerusalem, eingesetzt in Kapernaum |                     |
| Gaius                        | Kirk B.R. Woller                                                                                                | Ein römischer Centurio und ehemaliger Mitarbeiter von Matthäus | Sven Brieger        |
| Quintus                      | Brandon Potter                                                                                                  | Ein römischer Magistrat in Kapernaum und Praetor von Galiläa | Florens Schmidt     |
| Shmuel                       | Shaan Sharma | Pharisäer aus Kapernaum, studierte bei Nikodemus |                     |
| Yanni                        | Wasim No'mani                                                                                                   | Pharisäer aus Jerusalem, Kollege von Shmuel |                     |
| Jairus                       | Alessandro Colla                                                                                                | Pharisäer aus Jerusalem, Verwalter der Synagoge in Kapernaum |                     |
| Lazarus                      | Demetrius Troy                                                                                                  | Alter Freund von Jesus aus Bethanien, Bruder von Maria und Martha |                     |
| Atticus Aemilius Pulcher     | Elijah Alexander                                                                                                | Mitglied der römischen städtischen Kohorte, entsandt aus Rom, um die Zeloten zu untersuchen                                                                              | Hendrik Duryn       |

## Episodenliste

### Weihnachtsfilm: Der Hirte (2017)
| Nr. (ges.) | Nr. (St.) | Deutscher Titel | Originaltitel | Erstausstrahlung |
| --- | --------- | --------------- | ------------- | ---------------- |
| |           | Der Hirte       | The Shepherd  | 24. Dez. 2017    |
| In Bethlehem bringt Simon, ein verkrüppelter Hirte, ein Lamm als Opfer. Während Simon den Priester über den kommenden Messias befragt, stellt sich heraus, dass sein Lamm einen Makel hat. Der Priester lehnt es ab und verlangt ein perfektes, makelloses Lamm. Simon geht in die Synagoge, hört eine Lesung aus dem Propheten Jesaja, wird aber hinausgeworfen. Auf dem Rückweg begegnet er einem Ehepaar aus Nazareth, der schwangeren Maria und ihrem Mann Josef. Er gibt der erschöpften Maria zu trinken. Am Abend erscheint den Hirten auf dem Feld ein helles Licht und sie hören die Ankündigung der Engel, dass das Lamm Gottes geboren ist. Die Hirten machen sich sofort auf den Weg nach Bethlehem. Voller Freude folgt Simon seinen Hirtenkollegen und wird auf wundersame Weise geheilt. Die Hirten kommen zum Stall und sehen das neugeborene Kind. Simon fragt nach seinem Namen, Maria und Josef antworten ihm, dass es Jesus heißen wird. Die Hirten verlassen die Krippe und erzählen allen, was sie gesehen haben. Der Priester von vorhin fragt, wo das makellose Opferlamm sei, und Simon lächelt. |           |                 |               |                  |

### Staffel 1 (2019)
| Nr. (ges.) | Nr. (St.) | Deutscher Titel                        | Originaltitel                   | Erstausstrahlung |
| --- | --------- | -------------------------------------- | ------------------------------- | ---------------- |
| 1 | 1/1       | Ich habe dich bei deinem Namen gerufen | I Have Called You By Name       | 19. Apr. 2019    |
| Kapernaum, 26 n. Chr. Maria Magdalena, genannt Lilith, wird von bösen Dämonen geplagt. Andreas und sein Bruder Simon versuchen als Fischer ihren Lebensunterhalt zu verdienen, leiden aber unter der hohen Steuerlast des römischen Reiches. Der Steuereintreiber Matthäus leidet darunter, von seinen jüdischen Mitbürgern als Verräter verachtet zu werden. Nikodemus, ein angesehener Rabbi aus Jerusalem, wird zu Lilith gerufen, um sie von den Dämonen zu befreien, doch der Exorzismus misslingt. Nikodemus ist erschüttert. Am Tag der Steuererhebung ist Andreas nicht in der Lage die geforderte Summe zu zahlen, aber Simon erzählt Matthäus, dass er mit dem Prätor Quintus eine Vereinbarung getroffen hat. Simon bietet Quintus an, ihm Informationen über seine jüdischen Mitbürger zu liefern, die verbotenerweise am Sabbat fischen. Andreas lehnt dies als Verrat an seinem Volk ab. Lilith verliert die Hoffnung auf eine Heilung und will sich von einer Klippe stürzen. Doch dann begegnet sie Jesus, der sie mit ihrem Namen Maria anspricht und sie heilt. |           |                                        |                                 |                  |
| 2 | 1/2       | Schabbat                               | Shabbat                         | 19. Apr. 2019    |
| Die geheilte Maria Magdalena bereitet sich auf den Sabbat vor. Matthäus lässt sich von Prätor Quintus die Abmachung mit Simon bestätigen. Simon spioniert den jüdischen Händlern nach und gibt ihnen und seinen Fischerkollegen Jakobus und Johannes, den Söhnen des Zebedäus, in der Schenke einen aus. Nikodemus untersucht das angebliche Heilungswunder an Maria Magdalena. Aus Verzweiflung über seine finanzielle Lage geht Simon am Sabbat fischen und lässt seine Frau Eden zurück. Maria Magdalena bekommt am Sabbat Überraschungsgäste, darunter Jesus und seine Schüler Thaddäus und Jakobus. Nikodemus leitet eine Sabbatfeier mit den anderen Pharisäern. Matthäus isst nur mit seinem Hund, er traut sich nicht, zu seiner Familie zu gehen. Simon verlässt das Mahl mit Andreas und Eden, am See Genezareth wird er von den römischen Soldaten aufgefordert, sie zu den Fischern auf dem See zu führen. |           |                                        |                                 |                  |
| 3 | 1/3       | Jesus liebt alle Kinder                | Jesus Loves The Little Children | 19. Apr. 2019    |
| Kapernaum, 26 n. Chr. Jesus hat sein Lager außerhalb der Stadt aufgeschlagen und arbeitet als Zimmermann. Ein Mädchen namens Abigail entdeckt den Ort, freundet sich mit Jesus an und bringt in den folgenden Tagen weitere Kinder mit. Die Kinder helfen Jesus bei der Arbeit. Jesus lehrt die Kinder über das Reich Gottes und gibt sich ihnen als der Messias zu erkennen. Nachdem Jesus das Lager verlassen hat, entdeckt Abigail, dass er ihr ein Geschenk hinterlassen hat. |           |                                        |                                 |                  |
| 4 | 1/4       | Der Fels, auf dem sie gebaut wird      | The Rock On Which It Is Built   | 19. Apr. 2019    |
| Am See Genezareth führt Simon die römischen Soldaten in die Irre: Er will die Fischer nicht den Römern ausliefern. Prätor Quintus verdächtigt Simon der Doppelzüngigkeit und schickt Matthäus, um ihn zu beobachten. Andreas kommt zu Simon gelaufen und behauptet, sie seien gerettet. Sein Rabbi, Johannes der Täufer, habe den lang ersehnten Messias, das Lamm Gottes, gefunden. Simon glaubt ihm nicht und geht fischen. Andreas, Zebedäus, Jakobus und Johannes kommen mit; sie fischen die ganze Nacht, fangen aber nichts. Am Morgen lehrt Jesus eine Menschenmenge am Ufer. Andreas erkennt Jesus, Jesus steigt in sein Boot und predigt vom Boot aus weiter. Nach der Predigt fordert Jesus Simon und Andreas auf, noch einmal ihre Netze auszuwerfen. Sie fangen so viele Fische, dass ihr Boot zu kentern droht. Es ist genug, um alle Schulden zu bezahlen. Simon wirft sich vor Jesus nieder. Jesus ruft Simon, Andreas, Jakobus und Johannes auf, ihm zu folgen und Menschenfischer zu werden. Matthäus wird Zeuge des Wunders und ist schockiert. Inzwischen sucht Nikodemus den gefangenen Johannes den Täufer auf, um ihn über die Wunder zu befragen. |           |                                        |                                 |                  |
| 5 | 1/5       | Das Hochzeitsgeschenk                  | The Wedding Gift                | 26. Nov. 2019    |
| Jerusalem, 8 n. Chr. Maria und Joseph finden ihren 12-jährigen Sohn Jesus, als er im Tempel lehrt. Kana, 26 n. Chr. Jesu Mutter hilft ihrer Freundin, die Hochzeit ihres Sohnes vorzubereiten. Thomas und seine Geschäftspartnerin Rama bereiten Wein für die Hochzeit vor. Auch Jesus und seine Schüler sind eingeladen und machen sich auf den Weg. Nikodemus befragt den inhaftierten Johannes den Täufer über die Person Jesu. Thomas und Rama sind verzweifelt, da der Wein zur Neige geht. Maria bittet ihren Sohn um Hilfe; sie erinnert sich, wie sie den jungen Jesus im Tempel gefunden hat. Jesus weist die Diener an, die Weinkrüge mit Wasser zu füllen. Sie gehorchen, nur Thomas äußert Zweifel. Jesus betet zu seinem Vater und das Wasser wird in Wein verwandelt. Als der Wein serviert wird, bezeichnet ihn der Hausherr als den besten, den er je gekostet habe. Thomas und Rama nehmen die Einladung an, sich Jesus anzuschließen. |           |                                        |                                 |                  |
| 6 | 1/6       | Grenzenloses Mitgefühl                 | Indescribable Compassion        | 26. Nov. 2019    |
| Matthäus und der Centurio Gaius übergeben Simons Steuerzahlungen an Prätor Quintus. Auf dem Rückweg nach Kapernaum begegnen Jesus und seine Schüler einem Aussätzigen. Jesus heilt ihn, weist ihn aber an, niemandem davon zu erzählen. Die Gruppe geht ins Haus des Zebedäus und seiner Frau Salome. Während Jesus predigt, versammelt sich eine große Menschenmenge, was die Pharisäer als auch die Römer auf den Plan ruft. Die Ägypterin Tamar hatte zuvor die Heilung des Aussätzigen miterlebt. Sie bahnt sich einen Weg durch die Menge, um ihren gelähmten Freund zu Jesus zu bringen. Tamars Freunde klettern auf das Dach und lassen den Gelähmten zu Jesus herunter. Jesus spricht ihm die Vergebung der Sünden zu, was die Pharisäer empört. Jesus heilt den Gelähmten. Der Pharisäer Schmuel fordert die römischen Soldaten auf, Jesus festzunehmen. Die Gruppe um Jesus flieht. Nikodemus sucht Maria Magdalena auf und bittet sie, eine Begegnung mit Jesus zu ermöglichen. |           |                                        |                                 |                  |
| 7 | 1/7       | Einladungen                            | Invitations                     | 26. Nov. 2019    |
| Sinai-Halbinsel, 13. Jh. v. Chr. Mose schmiedet eine bronzene Schlange, sehr zum Entsetzten seines Mitarbeiters Josua. Kapernaum, 26 n. Chr. Der Prätor Quintus befragt Nikodemus über den Wundertäter Jesus. Matthäus ist von den Wundern, die er gesehen hat verwirrt und besucht seine Mutter in der Hoffnung, Antworten auf seine Fragen zu finden. Nikodemus trifft sich mit Jesus in der Nacht. Jesus spricht mit ihm über das Reich Gottes und über die Notwendigkeit einer geistlichen Neugeburt. Er bezeichnet sich als der Menschensohn und verweist auf den Bericht über Mose und die bronzene Schlange. Er spricht von Gottes Liebe zur Welt und von seiner Sendung, die Menschen von der Sünde zu befreien, und lädt Nikodemus ein, sich ihm anzuschließen. Nikodemus fällt vor Jesus auf die Knie und erkennt in ihm den Sohn Gottes. Johannes lauscht im Hintergrund und schreibt das Gespräch auf. Am Morgen kommt Jesus mit seinen Schülern am Zollhaus des Matthäus vorbei. Jesus lädt Matthäus ein, sich ihm anzuschließen. Matthäus verlässt sofort das Zollhaus und folgt Jesus. |           |                                        |                                 |                  |
| 8 | 1/8       | Ich bin es                             | I Am He                         | 26. Nov. 2019    |
| Matthäus gibt in seinem Haus ein Festmahl für Jesus und seine Schüler. Zwei Pharisäer sehen dies und werfen Jesus vor, sich mit den Sündern an einen Tisch zu setzen. Jesus antwortet, dass gerade diese Menschen ihn als Arzt brauchen. Schmuel ist empört über Jesu Auftreten und bittet Nikodemus, eine Petition gegen falsche Propheten zu unterstützen. Jesus heilt Simons kranke Schwiegermutter. Als Quintus erfährt, dass Matthäus sich Jesus angeschlossen hat, erlässt er ein Edikt gegen religiöse Versammlungen außerhalb der Synagogen und sucht Jesus zum Verhör. Jesus und seine Schüler bereiten sich auf die Abreise aus Kapernaum vor. Nikodemus beobachtet die Gruppe, kehrt aber wieder um. Gaius übergibt das Vermögen des Matthäus an dessen Vater Alphäus. Auf dem Weg nach Jerusalem beschließt Jesus zum Entsetzen seiner Schüler, durch Samarien zu reisen. In Sychar angekommen, gehen seine Schüler in die Stadt, um Lebensmittel einzukaufen, während Jesus am Jakobsbrunnen bleibt. Hier trifft er eine samaritische Frau und bittet sie um Wasser. Es entwickelt sich ein Gespräch, in dem Jesus ihr „lebendiges Wasser“ anbietet, sie auf ihre Sünden hinweist und verkündet, dass er der Messias ist. Überglücklich läuft die Frau in ihr Dorf zurück und erzählt allen, dass Jesus der Christus ist. Die Schüler kehren zurück und Jesus erklärt ihnen, dass nun sein öffentliches Wirken beginnt. |           |                                        |                                 |                  |

### Staffel 2 (2021)
| Nr. (ges.) | Nr. (St.) | Deutscher Titel               | Originaltitel           | Erstausstrahlung |
| --- | --------- | ----------------------------- | ----------------------- | ---------------- |
| 9 | 2/1       | Donner                        | Thunder                 | 4. Apr. 2021     |
| 44 n. Chr. In einer Rahmenhandlung befragt Johannes die anderen Jünger, um sein Evangelium zu schreiben. Es ist die Zeit der Schiv’a für den als Märtyrer getöteten Jakobus. Sychar, 26 n. Chr. Vor der samaritischen Stadt pflügen Jakobus und Johannes gemeinsam ein Feld. Jesus predigt in Sychar und erzählt das Gleichnis vom verlorenen Schaf. Thomas und Rama kommen aus Kana und schließen sich der Gruppe an. Jesus und seine Schüler essen bei Melech zu Abend, dem ehemaligen Räuber aus dem Gleichnis vom barmherzigen Samariter. Er ist verkrüppelt, bereut seine Tat und fühlt sich unwürdig Jesus als Gast zu haben. Jesus spricht mit ihm über das Reich Gottes. Am nächsten Morgen ist Melech geheilt. Unter den Jüngern kommt es zu Rivalitäten. Jakobus und Johannes versuchen die Führung zu übernehmen, was die anderen als anmaßend empfinden. Als Jakobus und Johannes ihre Pläne Jesus vortragen wollen, werden sie von einer Gruppe Samariter angefeindet. Die beiden Söhne des Zebedäus wollen Feuer vom Himmel regnen lassen, um die Samariter zu vernichten. Jesus weist sie scharf zurecht. Jesus wird nach Sychar in die Synagoge eingeladen und liest dort die erste Schriftrolle der Genesis vor. Johannes erinnert sich an diese Worte, als er im Jahr 44 n. Chr. die ersten Sätze seines Evangeliums schreibt. |           |                               |                         |                  |
| 10 | 2/2       | Ich habe dich gesehen         | I Saw You               | 14. Apr. 2021    |
| Der Architekt Nathanael baut im Auftrag der Römer ein Gebäude in Cäsarea Philippi. Doch der Rohbau stürzt ein und Nathanael ist ruiniert. Philippus, ein Schüler Johannes des Täufers, trifft die Gruppe in Baschan und schließt sich Jesus an. Nathanael sitzt unter einem Feigenbaum vor der Stadt und betet verzweifelt zu Gott. Doch er bekommt keine Antwort und verbrennt daraufhin seine Baupläne für eine Synagoge. Unter den Schülern Jesu gibt es Spannungen, Matthäus wird wegen seiner Vergangenheit von den anderen nicht akzeptiert. Philippus und Thaddäus versuchen Matthäus zu helfen. Matthäus schreibt auf, was er sieht und erlebt. Philippus besucht seinen alten Freund Nathanael in Cäsarea und erzählt ihm, dass Jesus aus Nazareth „der Eine“ ist, der in der Thora angekündigt wurde. Nathanael ist skeptisch, willigt aber ein, Jesus zu treffen. Jesus erklärt Nathanael, dass er ihn unter dem Feigenbaum sah, noch bevor Philippus ihn rief. Daraufhin bekennt Nathanael, dass Jesus der Sohn Gottes und der König Israels ist. Bevor die Gruppe aufbricht, trifft Johannes mit der Nachricht ein, dass sich Jesu Ruf bis nach Syrien verbreitet hat und viele Kranke auf eine Heilung hoffen. |           |                               |                         |                  |
| 11 | 2/3       | Matthäus 4,24                 | Matthew 4,24            | 14. Apr. 2021    |
| In Syrien helfen die Jünger abwechselnd bei der Bewältigung der großen Menschenmenge, die auf Heilung durch Jesus hofft. Nach dem langen, anstrengenden Tag tauschen sich die Jünger darüber aus, wie sie sich bisher den Messias vorgestellt haben und was sie von ihm erwarten. Es deckt sich nicht mit dem, was sie gerade erleben. Einige fragen sich, warum Jesus ausgerechnet sie auserwählt hat. Maria kommt aus Nazareth, um die Jünger ihres Sohnes zu unterstützen. Beim Abendessen am Lagerfeuer möchten die Jünger einander besser kennenlernen und erzählen aus ihrem bisherigen Leben. Maria wird gefragt, wie sie die Geburt Jesu erlebt hat. Ein heftiger Streit bricht aus, als Simon Matthäus beschuldigt, früher mit den Römern kollaboriert und ihn ruiniert zu haben. Plötzlich kehrt Jesus erschöpft zurück und wünscht ihnen eine gute Nacht. Maria kümmert sich um ihren Sohn und die Jünger schauen beschämt zu. |           |                               |                         |                  |
| 12 | 2/4       | Die perfekte Gelegenheit      | The Perfect Opportunity | 11. Mai 2021     |
| Jesse, ein Gelähmter, verbringt 38 Jahre auf der Suche nach Heilung und lebt am Teich Bethesda in Jerusalem. Sein Bruder Simon schließt sich den Zeloten an. Die Zeloten planen ein Attentat auf den römischen Magistrat von Jerusalem, und Simon wird ausgewählt, den Plan auszuführen. Atticus, ein Mitglied der römischen städtischen Kohorte, deckt den Plan auf und folgt Simon. Gleichzeitig machen sich Jesus und seine Schüler auf den Weg nach Jerusalem und feiern unterwegs das Laubhüttenfest. Die Pharisäer Yanni und Shmuel predigen auf dem Markt in Jerusalem gegen falsche Propheten. Jesus nimmt Simon, Johannes und Matthäus mit sich und geht zum Teich Bethesda. Dort spricht er Jesse an und heilt ihn. Johannes schreibt das Wunder auf. Die Pharisäer werden Zeugen der Heilung und sie kritisieren Jesse, weil er am Sabbat seine Matte trägt. Unmittelbar vor der Ausführung des Attentates sieht Simon seinen geheilten Bruder vorbeigehen, ist verwirrt und führt das Attentat nicht aus. Die beiden Brüder versöhnen sich und Atticus, der alles beobachtet hat, ist ratlos. Simon will Jesus treffen. |           |                               |                         |                  |
| 13 | 2/5       | Die Geister der Vergangenheit | Spirit                  | 23. Mai 2021     |
| Maria Magdalena sieht römische Soldaten vorbeigehen und bekommt Angst. Der geheilte Jesse wird von Shmuel und Yanni über das Heilungswunder befragt. Johannes der Täufer findet die Gruppe der Jünger und erzählt Jesus von seinem gefährlichen Vorhaben, nach Jerusalem zu gehen und die Sünde des Königs Herodes Antipas anzuprangern; er hatte Herodias, die Frau seines Bruders, geheiratet. Simon der Zelot findet die Gruppe der Jünger. Gleichzeitig erscheint ein von Dämonen besessener Mann namens Kaleb und greift die Gruppe an. Gerade noch rechtzeitig kommt Jesus zurück, befiehlt den Dämonen zu weichen und heilt Kaleb. Simon Z. erkennt in Jesus den Messias und wird eingeladen ihm zu folgen. Jesus wirft Simons Dolch in den Fluss und erklärt, dass seine Mission eine andere ist. Atticus folgt Simon Z. und beobachtet das Geschehen im Hintergrund. Shmuel und Yanni möchten eine Klage gegen Jesus an den Sanhedrin schicken. Maria Magdalena ist durch die Geisteraustreibung so aufgewühlt, dass sie in eine örtliche Taverne flieht. Jesus beauftragt Simon und Matthäus, Maria zu suchen. |           |                               |                         |                  |
| 14 | 2/6       | Ungesetzlich                  | Unlawful                | 23. Juni 2021    |
| Nob, Israel, 1008 v. Chr. Der Priester Ahimelech belehrt seinen Sohn über die Schaubrote. David bittet Ahimelech, seiner hungrigen Truppe die Schaubrote zu essen geben. Jericho, 26 n. Chr. Simon und Matthäus suchen im Vergnügungsviertel der Stadt nach Maria Magdalena. Sie finden sie und überreden sie zurückzukehren. Maria schämt sich, die Gruppe verlassen zu haben und in ihr altes Leben zurückgekehrt zu sein. Sie fühlt sich unwürdig, doch Jesus vergibt ihr. Die Gruppe erfährt, dass Johannes der Täufer von König Herodes verhaftet wurde. Thomas berichtet Jesus, dass sie mit Lebensmittelknappheit zu kämpfen haben. Jesus besucht mit seinen Schülern die Synagoge in Wadi Qelt und heilt dort einen Mann mit einer verdorrten Hand, was die Pharisäer als Verstoß gegen das Sabbatgebot anprangern. Auf dem Rückweg erlaubt Jesus seinen hungrigen Schülern die Getreideähren zu pflücken und zu essen. Die Pharisäer sind erzürnt, doch Jesus verweist auf den Bericht über König David und die Schaubrote und erklärt sich selbst zum Menschensohn und zum Herrn über den Sabbat. |           |                               |                         |                  |
| 15 | 2/7       | Rechenschaft                  | Reckoning               | 30. Juni 2021    |
| Als Atticus vom Aufenthaltsort Jesu erfährt, schickt der Prätor Quintus Gaius, um ihn zu verhaften. Jesus spricht mit seinen Jüngern über eine große Predigt, die er vorbereitet. Andreas befürchtet, dass Jesus zu viel Aufsehen erregt und von den Römern verhaftet wird. Shmuel und Yanni kehren nach Kapernaum zurück und fragen Yussif nach dem Aufenthaltsort von Tamar, um sie über das Heilungswunder (Episode 1/6) zu befragen. Gaius findet Jesus, der seine Jünger zur Ruhe ermahnt und sich widerstandslos festnehmen lässt. Unter den Jüngern kommt es daraufhin zu heftigen Auseinandersetzungen über das weitere Vorgehen; einige wollen Jesus gewaltsam befreien. Der Prätor Quintus verhört Jesus, stellt aber fest, dass von ihm keine Gefahr ausgeht und lässt ihn wieder frei. Inzwischen treffen Andreas und Philippus in Jotapata auf Tamar und ihren geheilten gelähmten Freund, die dieses Wunder öffentlich bezeugen. Andreas bittet sie zu schweigen, um Jesus nicht in Gefahr zu bringen. Darin werden sie von dem verkleideten Yussif unterstützt, der sie vor Shmuel warnt. Spät in der Nacht kehrt Jesus zu seinen Jüngern zurück. Sie wollen beten lernen und Jesus lehrt sie das Vaterunser. |           |                               |                         |                  |
| 16 | 2/8       | Jenseits der Berge            | Beyond Mountains        | 11. Juli 2021    |
| Ein Kaufmann und sein Lehrling verhandeln mit dem Besitzer über den Kauf eines Grundstücks. Jesus bereitet seine große Predigt vor, Matthäus ist immer dabei und schreibt alles mit. Die Jünger finden einen geeigneten Platz auf der Chorazin-Hochebene und der Kaufmann und sein Lehrling helfen den Jüngern, dass der Besitzer ihnen die Nutzung seines Grundstücks für dieses Großereignis erlaubt. Schammai, ein hochrangiges Mitglied des Sanhedrins, ist schockiert von dem, was ihm Shmuel und Yannis über Jesus berichten. Die Jünger laden Menschen aus den umliegenden Dörfern zur Predigt ein und bereiten den Ort vor. Rama lernt mit Hilfe von Maria Magdalena lesen. Tamar schließt sich der Gruppe an. Jesus bespricht mit Matthäus den Ablauf seiner Predigt und beschließt, die Seligpreisungen als Einleitung an den Anfang zu stellen. Tausende von Menschen kommen zur Predigt, darunter sind viele aus dem bisherigen Verlauf der Serie bekannte Gesichter. Auch der Kaufmann und sein Lehrling sind da. Der Lehrling stellt sich den Jüngern als Judas vor. Jesus tritt auf die Bühne und beginnt mit der Bergpredigt. |           |                               |                         |                  |

### Weihnachtsfolge: Die Boten (2021)
| Nr. (ges.) | Nr. (St.) | Deutscher Titel | Originaltitel  | Erstausstrahlung |
| --- | --------- | --------------- | -------------- | ---------------- |
| |           | Die Boten       | The Messengers | 1. Dez. 2021     |
| In der Zeit der Christenverfolgungen im Römischen Reich im Jahr 48 n. Chr. besucht Tychicus Lazarus. Er bringt Maria Magdalena zu Maria, der Mutter Jesu, die gerade an Fieber leidet. Maria erkundigt sich nach den Jüngern Jesu, Maria Magdalena berichtet von den Missionsreisen, vom Wachstum der Gemeinde, aber auch von der Verfolgung. Währenddessen erinnert sich Maria an ihre beschwerliche Reise nach Bethlehem im Jahr 4 v. Chr., als sie und ihr Mann Josef kein Zimmer in der Herberge fanden, und sie schließlich in einem Stall ihr Kind zur Welt brachte. Sie erinnert sich auch an die Verheißungen, die sie und Josef vom Engel erhalten hatten. Maria erzählt Maria Magdalena, dass sie schon vor langer Zeit einen Psalm gedichtet hat. Bisher habe sie ihn für sich behalten, nun wolle sie aber, dass Lukas ihn in seinen Bericht über Jesus aufnehme. Maria Magdalena schreibt den Psalm auf, reist nach Rom und übergibt ihn Lukas. |           |                 |                |                  |

### Staffel 3 (2022–2023)
| Nr. (ges.) | Nr. (St.) | Deutscher Titel       | Originaltitel            | Erstausstrahlung |
| --- | --------- | --------------------- | ------------------------ | ---------------- |
| 17 | 3/1       | Heimkehr              | Home Coming              | 12. Dez. 2022    |
| Kapernaum, 24. n. Chr. Rückblende: Alphäus verstößt seinen Sohn Matthäus, weil er mit den Römern zusammenarbeitet. Auf der Chorazin-Hochebene hält Jesus vor einer unübersehbar großen Menschenmenge die Bergpredigt. Nach der Predigt kündigt Judas Iskariot bei seinem Mentor und will sich Jesus anschließen. Jesus nimmt ihn als Schüler auf. Jesus ruft seine Jünger zusammen und fordert sie auf, eine Pause in ihrem Dienst einzulegen. Johanna, eine Frau, die im Palast des Königs Herodes in Machaerus arbeitet, kommt vom inhaftierten Johannes dem Täufer und möchte Jesus in seinem Dienst unterstützen. Andreas geht mit Johanna zu Johannes dem Täufer ins Gefängnis. Nachdem Yussif die Predigt Jesu gehört hatte, schreibt er einen Bericht für Rabbi Nikodemus und übergibt ihn Jairus, dem neuen Vorsteher der Synagoge in Kapernaum. Johanna ermöglicht Andreas einen Besuch im Gefängnis, Johannes der Täufer fordert Andreas auf, sich auf Jesus zu konzentrieren und auf ihn zu hören. Judas Iskariot vermacht seinen Besitz seiner Schwester und folgt Jesus. Andreas entschuldigt sich bei Maria Magdalena für sein früheres verhalten. Matthäus geht zum Haus seiner Familie. |           |                       |                          |                  |
| 18 | 3/2       | Zu Zweit              | Two By Two               | 19. Dez. 2022    |
| Matthäus versöhnt sich mit seinen Eltern, die ebenfalls die Predigt Jesu gehört haben. Atticus und Gaius sehen in Jesus ein Problem für die Römer und berichten dem Prätor Quintus, dass Pilger von überall her vor den Toren Kapernaums eine Zeltstadt errichten, um Jesus zu sehen. Simon der Zelot trifft auf Atticus, der ihn über Jesus befragt. Jesus versammelt zwölf seiner Jünger in Simons Haus und wählt sie zu seinen Aposteln. Er sendet sie in alle Himmelsrichtungen aus, um den „verlorenen Schafen des Hauses Israel“ die frohe Botschaft vom Himmelreich zu verkündigen. Er erteilt ihnen die Vollmacht Kranke zu heilen und Dämonen auszutreiben, und gibt ihnen genaue Anweisungen für die Reise. Die Jünger fühlen sich der Aufgabe nicht gewachsen, doch Jesus fordert sie auf, ihm zu vertrauen, er habe sie nicht wegen besonderen Begabungen auserwählt. Auf einen Vorschlag von Matthäus wird Judas zum Schatzmeister der Gruppe bestimmt. Jesus teilt die Apostel in Zweierteams ein. Der kleine Jakobus fragt, warum Jesus ihn nicht geheilt habe, ihm aber die Vollmacht gebe andere zu heilen. Jesus tröstet ihn, dass er eines Tages geheilt werden wird. Die Jünger versammeln sich vor dem ehemaligen Haus des Matthäus, gestehen einander ihre Ängste und beten gemeinsam einen Psalm Davids. |           |                       |                          |                  |
| 19 | 3/3       | Arzt, hilf dir selbst | Physician, Heal Yourself | 26. Dez. 2022    |
| Jesus kehrt nach Nazareth zurück, um mit seiner Mutter das Neujahrsfest zu feiern. Beim Abendessen erzählt Jesus Maria, wie es seinen Schülern geht. Auch seine alten Freunde aus Bethanien, Lazarus, Maria und Martha kommen zum Fest nach Nazareth, ebenso wie die Eltern des Bräutigams aus Kana (Episode 1/5). Sie alle haben von den großen Taten Jesu gehört und wollen ihn treffen. In der Synagoge liest Jesus aus einer Schriftrolle des Propheten Jesaja vor und erklärt, dass sich diese Worte jetzt erfüllen. Er spricht von einem Gnadenjahr des Herrn für alle, die ihre Bedürftigkeit vor Gott erkennen und nennt Beispiele aus der Thora: Elija und die Witwe von Sarepta sowie Elisa und Naaman. Er bezeichnet sich selber als der Messias. Die Zuhörer sind erbost und der Rabbiner bezichtigt Jesus ein falscher Prophet zu sein. Die Menge jagt Jesus aus der Stadt hinaus und will ihn von einer Klippe stürzen, doch Jesus geht mitten durch sie hindurch. Jesus besucht das Grab seines irdischen Vaters und erinnert sich an das Zaumzeug, das Joseph ihm vererbt hat. |           |                       |                          |                  |
| 20 | 3/4       | Geheilt, Teil 1       | Clean, Part 1            | 2. Jan. 2023     |
| Die Apostel führen in Zweierteams den Auftrag Jesu aus, zu predigen, Kranke zu heilen und Dämonen auszutreiben. In Kapernaum bricht unterdessen ein Teil der Wasserleitung ein und die Zisterne liefert nur noch verschmutztes Wasser. Yussif wird von den Römern unter Druck gesetzt, sich um die Reparatur zu kümmern. Jairus gesteht Yussif, dass er seinen versiegelten Bericht über Jesus gelesen hat und dass er glaubt, Jesus könnte der in der Thora angekündigte Retter sein. Nach ihrer Rückkehr versammeln sich die Apostel in Simons Haus und versuchen zu verstehen, was sie auf ihren Reisen erlebt haben. Zwischen Simon und seiner Frau Eden kommt es zu Spannungen. Eden begegnet Veronika, einer Frau aus Cäsarea Philippi, die seit zwölf Jahren an einem Blutfluss leidet. Nili, die Tochter des Jairus, erkrankt am verschmutzten Wasser und Jairus fragt Yussif nach Jesus. Rabbi Schammai erlässt ein Dekret gegen falsche Prophetie. Simon ärgert sich, dass sein Haus zum Versammlungsort der Jünger geworden ist. Er versteht die abweisende Haltung seiner Frau nicht, verlässt sein Haus, begegnet Gaius und erklärt sich bereit, bei der Reparatur der Zisterne zu helfen. |           |                       |                          |                  |
| 21 | 3/5       | Geheilt, Teil 2       | Clean, Part 2            | 9. Jan. 2023     |
| Zwei Wochen zuvor hatte Eden eine Fehlgeburt. Simon weiß nichts davon, versteht seine Frau nicht, und die Spannungen zu Hause nehmen zu. Simon und Gaius arbeiten zusammen an der Reparatur der Wasserleitung. Nathanael und Thaddäus begegnen Veronika und helfen ihr, Jesus zu finden. Währenddessen kaufen Zebedäus, Judas und die Frauen einen Olivenhain, sie wollen Jesus mit den Einnahmen unterstützen. Philippus und Andreas fragen Jesus nach der Bedeutung des Fastens und Jesus erzählt ihnen das Gleichnis vom neuen Wein in alten Schläuchen. Als Nili im Sterben liegt, bittet Jairus Yussif, ihn zu Jesus zu bringen. Jairus fleht Jesus verzweifelt an, seine Tochter zu heilen. Auf dem Weg zum Haus des Jairus drängt sich eine große Menschenmenge um Jesus. Veronika versucht verzweifelt zu Jesus durchzukommen, berührt von hinten die Quasten seines Gewandes und ihr Blutfluss hört sofort auf. Jesus bemerkt dies, spricht sie als Tochter an und sagt, ihr Glaube habe sie geheilt. Als Jesus daraufhin im Haus des Jairus eintrifft, ist Nili bereits tot. Jesus schickt die Klageweiber fort, nimmt Jairus, seine Frau, sowie Simon, den großen Jakobus und Johannes mit sich und geht zu Nili. Er betet und Nili erwacht wieder zum Leben. Jesus fordert alle Anwesenden auf, niemandem davon zu erzählen. Veronika, Jesus und die Jünger nehmen ein Reinigungsbad im See Genezareth.                                             |           |                       |                          |                  |
| 22 | 3/6       | Spannungen            | Intensity in Tent City   | 16. Jan. 2023    |
| In Jerusalem hat die Frau des Pontius Pilatus einen Traum von Jesus und ist beunruhigt. Andreas und Philippus erfahren von Leander, einem Bürger aus Naveh, dass ihre frühere Mission in der Dekapolis zum Aufruhr geführt hat. Er fordert sie auf zurückzukehren und ihre Mission zu beenden. Atticus trifft sich mit Pontius Pilatus, um über den Prätor Quintus und Jesus aus Nazareth zu sprechen. Simon Z. wird von den Zeloten aufgespürt, die ihn als Verräter verfolgen und töten wollen. Simon Z. stellt sich ihnen und bekennt, dass er nun Jesus, dem Messias, folgt. Zwei Schüler Johannes des Täufers kommen nach Kapernaum, sie werden von den Jüngern zu Jesus geführt, der gerade viele Menschen heilt. Im Namen ihres Rabbi fragen sie Jesus, ob er wirklich der Messias sei. Jesus antwortet, dass sie Johannes dem Täufer berichten sollen, was sie hören und sehen: Kranke werden geheilt und den Armen wird die frohe Botschaft verkündigt. Jesus nennt Johannes den Täufer den Größten, der je auf Erden gelebt hat. Auch die Zeloten haben Jesus zugehört, sie lassen Simon Z. in Ruhe und verlassen Kapernaum. Eden erzählt Simon von der Fehlgeburt und Simon ist verzweifelt. |           |                       |                          |                  |
| 23 | 3/7       | Wer Ohren hat …       | Ears to Hear             | 6. Feb. 2023     |
| Purimfest in Kapernaum. Andreas und Philippus kehren von ihrer Reise in die Dekapolis zurück und berichten den anderen von dem großen Aufruhr, den ihre Predigt ausgelöst hat. Das Gleichnis vom Festmahl hat in dieser multinationalen Stadt zu heftigen Auseinandersetzungen zwischen den Volksgruppen geführt. Maria Magdalena entdeckt im Haus des Matthäus versteckte Gebetsquasten und fragt ihn danach. In einer Rückblende erinnert sich Matthäus an die Begegnung mit dem Hirten, der die Geburt Jesu miterlebt hatte und ihm diese Quasten geschenkt hatte. Nachdem ihm Maria Magdalena deren Bedeutung erklärt hat, bindet Matthäus die Quasten an sein Gewand. Simon irrt in Kapernaum umher und gerät versehentlich in das römische Viertel. Gaius führt ihn in sein Haus, wo Simon erfährt, dass Gaius einen kranken Diener hat, der auch sein Sohn ist. Andreas und Philippus berichten Jesus von ihren Erfahrungen in der Dekapolis. Jesus macht sich mit seinen Schülern auf den Weg dorthin und beauftragt Johannes, mit Simon nachzukommen. Zornig geht Simon mit Johannes mit. In Abila angekommen, begegnet Jesus dem jungen Telemachus und heilt dessen taubstummen Vater. Eine Gruppe von Juden und Nichtjuden, darunter Syrophönizier und Nabatäer, kommt hinzu und Jesus und seine Schüler werden von allen Seiten angefeindet. Auf dem Weg in die Dekapolis erzählt Simon Johannes von Edens Fehlgeburt und von seiner Wut auf Jesus. |           |                       |                          |                  |
| 24 | 3/8       | Versorgung            | Sustenance               | 6. Feb. 2023     |
| 990 v. Chr. König David und Königin Batseba hören Asaph zu, der seinen neuen Psalm vorträgt. In der Dekapolis versammelt sich eine große Menschenmenge um Jesus, Araber, Juden und Griechen. Sie streiten mit Jesus, die einzelnen Gruppen streiten miteinander und Jesus lehrt sie über das Reich Gottes. In Kapernaum vertraut sich Eden Maria Magdalena und Salome, der Frau des Zebedäus, an, die sie zu trösten versuchen. In der Dekapolis wird die Menschenmenge um Jesus immer größer. Jesus predigt vom Reich Gottes und erzählt viele Gleichnisse. Am nächsten Tag predigt Jesus weiter und die Jünger sorgen sich um die vielen Menschen, die nichts zu essen haben. Der junge Telemachus bringt fünf Gerstenbrote und zwei Fische. Jesus segnet sie und die Jünger verteilen sie unter der Menge. Alle werden satt. Währenddessen begleitet Salome Eden in Kapernaum zu Rabbi Yussif, der ihr den eingangs erwähnten Klagepsalm Asaphs vorliest und ihr eine Reinigung in der Mikwe empfiehlt. Jesus entlässt die Menge und schickt die Jünger mit dem Boot nach Kapernaum voraus, um allein zu beten. In der Nacht zieht ein Sturm auf und das Boot droht zu kentern. Plötzlich kommt Jesus auf dem Wasser zu ihnen. Jesus ruft Simon zu sich, Simon steigt aus dem Boot, und als er zu sinken beginnt, rettet ihn Jesus und tröstet ihn. Zur gleichen Zeit steigt Eden in Kapernaum in die Mikwe.                                                 |           |                       |                          |                  |

### Staffel 4 (2024)
| Nr. (ges.) | Nr. (St.) | Deutscher Titel    | Originaltitel              | Erstausstrahlung |
| --- | --------- | ------------------ | -------------------------- | ---------------- |
| 25 | 4/1       | Versprechen        | Promises                   | 1. Feb. 2024     |
| 4 v. Chr. Die junge Maria besucht im judäischen Hügelland ihren Onkel Zacharias und dessen Frau Elisabeth. Die bereits ältere Elisabeth ist schwanger und erzählt Maria von den Verheißungen des Boten Gottes, die sie und ihr Mann von ihrem Kind, dem späteren Johannes dem Täufer, empfangen haben. Sie weiß vom Boten Gottes, dass auch Maria schwanger ist und begrüßt sie als „die Gesegnete unter den Frauen“ und als „Mutter meines Herrn“. Im Palast des Königs Herodes Antipas übt Salome einen berauschenden Tanz ein, den sie auf Wunsch ihrer Mutter Herodias bei einem Fest vor ihrem Stiefvater Herodes aufführen soll. Der König, zuvor von Herodias betrunken gemacht, ist von dem Tanz so angetan, dass er bereit ist, Salome jeden Wunsch zu erfüllen. Salome fordert den Kopf von Johannes dem Täufer. Johannes wird im Gefängnis enthauptet, um Salome und Herodias seinen Kopf auf einem Silbertablett zu bringen. In der Rückblende sehen wir Zacharias und Elisabeth mit ihrem neugeborenen Sohn und hören die prophetischen Worte von Zacharias, dass dieses Kind dem Messias den Weg bereiten wird. Johanna, eine Fürsprecherin des Johannes am Hof von Herodes (Episode 3/1), überbringt den Jüngern die Todesnachricht. Jesus und seine Jünger sind erschüttert. |           |                    |                            |                  |
| 26 | 4/2       | Bekenntnisse       | Confessions                | 1. Feb. 2024     |
| Vor dem Hohen Rat empören sich Rabbi Schammai und Hohepriester Kaiphas über das Auftreten von Jesus. Der Hohe Rat beschließt, Jesus festzunehmen und zu verhören, ihn der Gotteslästerung zu überführen, ihn aber nicht selber zu verurteilen, sondern den Römern als Aufrührer auszuliefern. Während der Schiv’a für den getöteten Johannes machen sich Jesus und seine Jünger auf den Weg nach Cäsarea Philippi. Am Fuße des Berges Hermon im Norden Judäas erreichen sie einen Ort, der das „Tor zur Hölle“ genannt wird – ein Tempel, in dem Götzen geopfert werde. Jesus betont, dass seine Jünger auch solche dunklen Orte nicht meiden dürfen, denn gerade auch hier sollen die Menschen seine Botschaft hören. Er fragt seine Jünger: „Für wen haltet ihr mich?“ Simon antwortet: „Du bist der Christus, der Sohn des lebendigen Gottes“. Daraufhin gibt Jesus ihm den neuen Namen Petrus (d. h. Fels) und erklärt: „Auf diesen Felsen werde ich meine Gemeinde bauen“. Jesus hilft Petrus und Matthäus sich zu versöhnen und erklärt Petrus, wie wichtig Vergebung ist. Atticus warnt Prätor Quintus vor der großen Zahl von Pilgern, die sich in Kapernaum versammeln, um Jesus zuzuhören. Er befürchtet, dass es zum Aufruhr kommen wird.                                         |           |                    |                            |                  |
| 27 | 4/3       | Blutmond           | Moon to Blood              | 1. Feb. 2024     |
| König David betet und fastet für seinen kranken Sohn. Gott erhört ihn nicht und das Kind stirbt. Kapernaum. Jesus heilt am Sabbat einen Blindgeborenen. Immer mehr Menschen kommen dazu und wollen Jesus sehen. Jesus bezeichnet sich als das „Licht für die Menschen“ und verkündet, er sei „größer als König Salomo“ und „größer als Jona“. Die Pharisäer reagieren empört und warnen die Zuhörer vor Jesus, den sie einen gefährlichen Ketzer nennen. Jesus beschuldigt die Pharisäer, blinde Anführer zu sein, die die Menschen in die Irre führen, und ruft ihnen zu: „Wehe euch, Pharisäer“. Prätor Quintus wird von Atticus über diese Versammlung informiert. Zornig bahnt sich Quintus einen Weg durch die Menge und befiehlt Gaius, Jesus festzunehmen. Gaius weigert sich. Es kommt zu tumultartigen Szenen, die Jünger versuchen zu fliehen und der wütende Quintus versucht Jesus zu verfolgen. In dem Gedränge wird Rama, die Verlobte von Thomas, von Quintus niedergestochen. Bevor sie stirbt, sagt sie zu Thomas: „Verlass ihn nicht“. Die Jünger sind erschüttert und der verzweifelte Thomas fleht Jesus an, Rama zu heilen. Doch Jesus lehnt es unter Tränen ab und erklärt: „Ihre Zeit ist noch nicht gekommen“.                                                       |           |                    |                            |                  |
| 28 | 4/4       | Ruhe vor dem Sturm | Calm Before                | 15. Feb. 2024    |
| Die Jünger verstehen nicht, warum Jesus andere heilt, Rama aber sterben musste. In einem langen Trauerzug überführen die Jünger Ramas Leichnam in ihre Heimatstadt. Als sie Tel Dor in der Sharonebene erreichen, kommt ihnen Ramas Vater Kafni entgegen, der voller Hass Thomas, Jesus und alle seine Nachfolger verflucht. Gaius, der anstelle von Quintus zum Prätor von Galiläa ernannt wurde, warnt die Jünger vor den Nachstellungen der Pharisäer. Gaius gesteht, dass er an Jesus‘ göttliche Herkunft glaubt und wird von Petrus und Matthäus zu Jesus geführt, um ihn zu bitten, seinen schwerkranken Diener zu heilen. Gaius ist überzeugt, dass Jesus dies tun kann, auch ohne sein Haus zu betreten. Jesus lobt diesen Glauben und heilt das Kind aus der Ferne. Jakobus und Johannes äußern den Wunsch, im Reich Gottes zur Rechten und zur Linken Jesu zu sitzen. Jesus weist sie scharf zurecht und erklärt, dass im Reich Gottes andere Maßstäbe gelten. Mit seinen Jüngern macht sich Jesus auf den Weg nach Jerusalem und kündigt an, dass er dort den Pharisäern ausgeliefert, getötet und am dritten Tag auferstehen werde. Vor der Reise zieht er sich allein zum Gebet zurück.                                                                                         |           |                    |                            |                  |
| 29 | 4/5       | Zu seinen Füßen    | Sitting, Serving, Scheming | 15. Feb. 2024    |
| Jesus ist mit seinen Jüngern auf dem Weg nach Bethanien, um seinen Freund Lazarus und dessen Schwestern Maria und Martha zu besuchen. Unterwegs wird die Gruppe von römischen Soldaten gezwungen, ihr Gepäck eine Meile weit zu tragen. Jesus nutzt diese Situation, um seinen Jüngern zu verdeutlichen, was er mit den Worten meinte: „Wenn dich jemand nötigt eine Meile mitzugehen, so geh mit ihm zwei“. Im Haus des Lazarus erzählt Jesus das Gleichnis von den Arbeitern im Weinberg. Während Martha sich um die Gäste kümmert, hört Maria gebannt zu. Jesus lobt Marthas Engagement, erklärt aber, warum es jetzt wichtiger ist, wie Maria seinen Worten zuzuhören. Die Szene wechselt immer wieder zum Hohen Rat, wo Rabbi Yussif als neues Mitglied vorgestellt wird. Wir werden Zeugen theologischer Streitgespräche zwischen Pharisäern und Sadduzäern und der Beratungen darüber, wie man den jungen Pontius Pilatus dazu bringen könnte, Jesus festzunehmen und zum Tode zu verurteilen. In Bethanien sucht Judas seinen ehemaligen Mentor auf und äußert Unverständnis über die Art und Weise, wie Jesus seine Mission ausführt. |           |                    |                            |                  |
| 30 | 4/6       | Weihung            | Dedication                 | 15. Feb. 2024    |
| Jesus und seine Jünger feiern Chanukka, das Fest der Neuweihung des Tempels nach der Rückeroberung Jerusalems durch die Makkabäer. Nach dem Tod Alexanders des Großen war der Tempel von Antiochus IV. entweiht worden. Jairus erhält einen Brief von Rabbi Yussif aus Jerusalem. Yussif berichtet, dass die religiösen Führer Jesus hinrichten lassen wollen und nach einem Vorwand für eine Anklage suchen. Jairus informiert Zebedäus und bittet ihn, die Jünger zu warnen. Jesus predigt vor dem Tempel in Jerusalem. Er bezeichnet sich als der gute Hirte, der seine Schafe kennt, sie beim Namen ruft und bereit ist, sein Leben für sie zu geben. Die religiösen Führer sind empört, denn Jesus behauptet, Christus zu sein, der Sohn Gottes, der seinen Schafen das ewige Leben gibt. „Ich und der Vater sind eins“, erklärt Jesus. Die wütenden Pharisäer und Sadduzäer wollen ihn steinigen, doch Jesus und seine Jünger entkommen, nur der große Jakobus wird am Kopf verletzt. Jesus erhält die Nachricht von Tod des Lazarus. Zebedäus trifft aus Kapernaum ein und berichtet seinen beiden Söhnen von der drohenden Gefahr. |           |                    |                            |                  |
| 31 | 4/7       | Das letzte Zeichen | The Last Sign              | 29. Feb. 2024    |
| Zeit der Christenverfolgung. Matthäus besucht Maria Magdalena, die in einer Höhle im Bergland lebt, und bringt ihr das Manuskript seines Berichts über Jesus. Bethanien. Vier Tage nach dem Tod des Lazarus kommt Jesus mit seinen Jüngern nach Bethanien. Martha läuft ihm entgegen und wirft ihm vor, nicht rechtzeitig gekommen zu sein um Lazarus zu heilen. Sie bekennt, dass Jesus der Christus ist, der Sohn Gottes, und vertraut darauf, dass Gott alles tun wird, worum Jesus ihn jetzt bittet. Jesus erklärt: „Ich bin die Auferstehung und das Leben“. Jesus geht zum Grab, lässt den Stein wegrollen, betet zu seinem himmlischen Vater und ruft Lazarus aus dem Grab. In Grabtücher gewickelt kommt Lazarus heraus. Der aufgebrachte Thomas fragt, warum Jesus Lazarus auferweckt hat und nicht Rama und Johannes den Täufer. Im Gespräch mit Lazarus erklärt Jesus später, dass dies sein letztes Wunder sei und dass für ihn nun die Zeit gekommen sei, nach dem Willen seines Vaters den Leidensweg zu gehen. Er erklärt Lazarus, dass schon der Prophet Jesaja davon gesprochen habe, dass der Menschensohn abgelehnt werde und viel leiden müsse. Jesus beklagt, dass seine Jünger das immer noch nicht verstanden haben.                                                  |           |                    |                            |                  |
| 32 | 4/8       | Demut              | Humble                     | 29. Feb. 2024    |
| Nach dem Sieg über die Ammoniter zieht König David unter dem Jubel des Volkes in Jerusalem ein. Die Mitglieder des Sanhedrins sind entschlossen, Jesus zum Tode zu verurteilen. Der Hohepriester Kaiphas weist darauf hin, dass das Römische Reich den Juden keine Hinrichtungen erlaube, so dass nur die Römer die Todesstrafe vollstrecken könnten. Im Haus des Lazarus in Bethanien spricht Jesus vom Kommen des Menschensohnes. Die Rabbiner Schmuel und Yousif kommen hinzu und warnen Jesus vor den Plänen des Sanhedrins. Maria salbt Jesus mit kostbarem Nardenöl. Judas hält das für Verschwendung, doch Jesus erklärt: „Sie hat mich für das Begräbnis gesalbt.“ Gemeinsam mit seinen Jüngern zieht Jesus zum Passahfest nach Jerusalem. Vor der Stadt schickt er Matthäus und Simon Z. los, um ihm einen Esel zu besorgen; die Jünger erkennen darin die Erfüllung der Prophezeiung Sacharjas vom gerechten König Israels, der auf einem Esel reitet. Jesus sattelt den Esel und bereitet die Jünger darauf vor, dass ihm nun ein schwerer Leidensweg bevorsteht. In Jerusalem verbreitet sich schnell die Nachricht von seiner bevorstehenden Ankunft, und die Menschen sammeln Palmzweige, um Jesus königlich zu empfangen.                                                     |           |                    |                            |                  |

## Kritik
„Besonders gelungen bei ‘The Chosen’ ist die Verbindung zwischen einer getreuen Wiedergabe der Evangelien und des historischen Hintergrundes.“

„In der amerikanischen Serie, ‘The Chosen’, ‘Der Auserwählte’, haben Millionen von Zuschauern einen Jesus kennengelernt, der einfach menschlich und nahbar ist. In dem aber zugleich etwas aufscheint, was nicht von dieser Welt ist. Die Kameras haben das wunderbar eingefangen, ohne dass etwas mit Worten erklärt werden muss.“

„Dabei bemüht sich die Serie durchaus, den Stoff an die Gegenwart anzudocken, allerdings auf einer eher naiv-oberflächlichen Ebene. Die Figuren sind in Gestik, Sprache und Verhalten Menschen von heute; sie wirken damit allerdings in den biblischen Kulissen seltsam fremd und bringen die Ereignisse nicht näher. Interessante gegenwärtige Perspektiven auf die Botschaft Jesu oder inhaltliche Auseinandersetzungen, die die Evangelien auch für moderne, säkularisierte Zuschauer aufschließen könnten, spielen kaum eine Rolle. … Unterm Strich wird ‘The Chosen’ den selbst gewählten Superlativen nicht gerecht, sondern reiht sich inszenatorisch unter die ‘faith-based movies’ ein, die einen eher unkritischen Zugang zum Glauben vermitteln. Zweifel sind nur Durchgangsstationen, und Bösewichter dienen dazu, das eindeutig Gute noch besser hervortreten zu lassen.“

„‘The Chosen’ ist nicht der erste Versuch, das Leben Jesu zu verfilmen. Aber diese Version ist sehr besonders, weil sie eine Sprache und Bildgewalt gefunden hat, die sowohl säkulare als auch junge Menschen anspricht. Jesus ist humorvoll, sympathisch, unkonventionell, cool, emotional berührend. Er ist nicht der entrückte, etwas weltfremde Mann aus Gottes Welt, sondern wirklich einer von uns, der warmherzig und empathisch das Leben der Menschen teilt und entscheidend verändert. Man kann sich mit ihm identifizieren. … Ob ‘The Chosen’ zu den großen Werken der zur Kunst gewordenen Verkündigung des Evangeliums gerechnet werden kann, wird die Zukunft zeigen.“

„Jesus Christ Serienstar. Bibel-Filme gibt es viele. Die neue Serie ‘The Chosen’ ist aber anders: Per App lässt sie sich aufs Handy holen, in mehr als 50 Sprachen. Finanziert wird die süffig erzählte Story durch Spenden. Die Reihe könnte ein gigantisches Missionsprojekt werden. … Der Filmemacher Dallas Jenkins ist ein evangelikaler Christ aus den USA. Er sagt, er möchte mit dem Jesusfilm-Projekt durchaus den Netflix-Serien wie ‘Game of Thrones’ Konkurrenz machen und die Aufmerksamkeit auf Jesus richten. Als Sohn des christlichen Bestsellerautors Jerry B. Jenkins kennt er das Marketinggeschäft. … Durch die eigene App sind die Filmemacher unabhängig von Verleih und Kino. Jeder kann sich die App aufs Smartphone oder Tablet laden. Die Filme sind kostenlos. Auf der App wirbt Jenkins auch ihre Gelder ein für weitere geplante Staffeln.“